# Eucalyptus bicolor
Eucalyptus bicolor là một loài thực vật có hoa trong Họ Đào kim nương. Loài này được A.Cunn. ex Hook. mô tả khoa học đầu tiên năm 1848.